# Вязовое (Конотопский район)
Вязовое (укр. В'язове) — село,
Вязовский сельский совет,
Конотопский район,
Сумская область,
Украина.
Код КОАТУУ — 5922081501. Население по переписи 2001 года составляло 988 человек.
Является административным центром Вязовского сельского совета, в который, кроме того, входят сёла
Жигайловка,
Совинка и
Червоный Яр.

## Географическое положение
Село Вязовое находится на левом берегу реки Езуч,
выше по течению на расстоянии в 2 км расположено село Дубинка,
ниже по течению на расстоянии в 1 км расположено село Жигайловка,
на противоположном берегу — сёла Совинка и Червоный Яр.
По селу протекает пересыхающий ручей с запрудами.
Вдоль реки проведено несколько ирригационных каналов.
Рядом проходят автомобильная дорога Т-1910 и
железная дорога, станции Дубовязовка и Вьязовое.

## История
Село Вязовое основано во второй половине XVII века. В ХІХ столетии село Вязовое было в составе Бочечанской волости Путивльского уезда Курской губернии. В селе была Покровская церковь. 
Активная агитационная деятельность подпольных партий в Путивльском уезде послужила одной из причин широких крестьянских волнений в данном районе. Одним из очагов революционной пропаганды стало село Вязовое, находящееся на самой границе с Конотопским уездом Черниговской губернии. Большинство вязовских крестьян служили на железной дороге и в конотопских мастерских, усвоив отрицательные привычки мастеров и почти утратив связь с землей. Среди служащих мастерских был создан кружок, через который распространялась агитационная литература среди крестьянства Путивльского уезда. На тайных сходках в с. Вязовом конотопские агитаторы раздавали прокламации и разъясняли крестьянам насколько плохо их экономическое положение и ограничены права на землю, а потому необходимо предъявлять требования помещикам. Под влиянием железнодорожных служащих вязовское сельское общество на сходе постановило: составить общий союз со всеми конотопскими рабочими, попросить об упразднении полиции, не платить податей кроме мирских сборов, ждать раздела земли. В октябре в уезде наблюдалось возбужденное настроение сельского населения. В селе Грузском в имении Терещенко крестьяне прогнали рабочих, угрожая все сжечь и утверждая, что земля теперь вся крестьянская. Таким же образом была остановлена работа стрелочников и грузчиков свеклы на станции Грузское. Во всех случаях крестьяне предъявляли требования аграрного характера: увеличение платы, сдача земли в аренду по сниженным ценам, нанимать рабочих в экономии только из местных крестьян3 . Порой крестьянское недовольство выливалось в кровавое столкновение с полицией. Так жители с. Грузского, Землянки и Поповой Слободы, пытаясь освободить арестованных агитаторов, убили урядника и нанесли серьезные побои приставу и стражникам. Толпу удалось разогнать только выстрелами. На следующий день грузсчанский сельский сход решил демонстративно похоронить убитого урядником крестьянина, добить пристава и стражников, а после сжечь помещичьи экономии.

## Экономика
- Молочно-товарная ферма.
- ЗАО «Межрайонагропостач».
- ООО «Червоный яр».
- ООО «Колос-К».

## Объекты социальной сферы
- Детский сад.
- Школа.
- Дом культуры.
- Фельдшерско-акушерский пункт.